# Mistrz Pięknej Madonny Toruńskiej

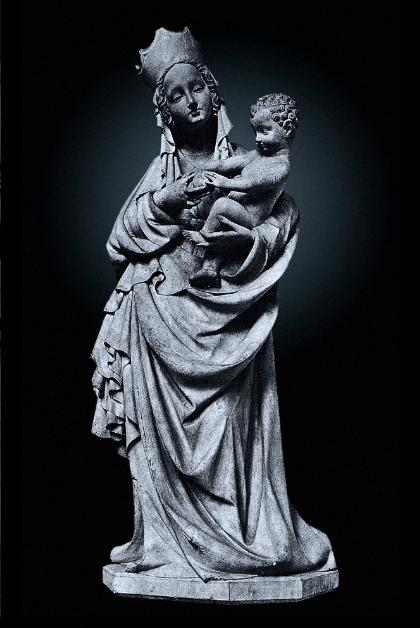
Piękna Madonna z Torunia (zaginiona), około 1390 r.

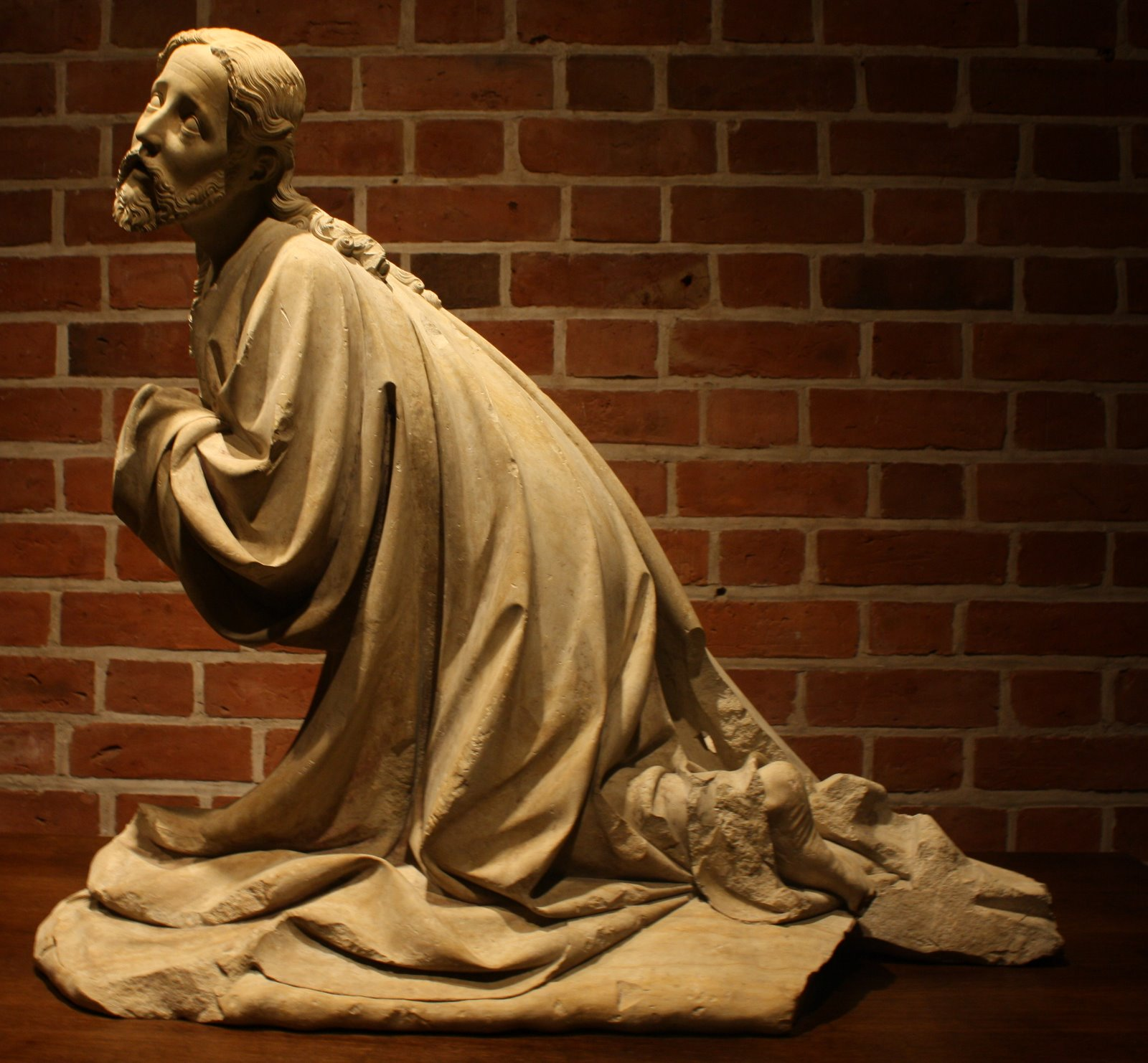
Chrystus modlący się - figura z kościoła Świętego Jana w Malborku, około 1390 r. Obecnie w zbiorach malborskiego Muzeum Zamkowego.

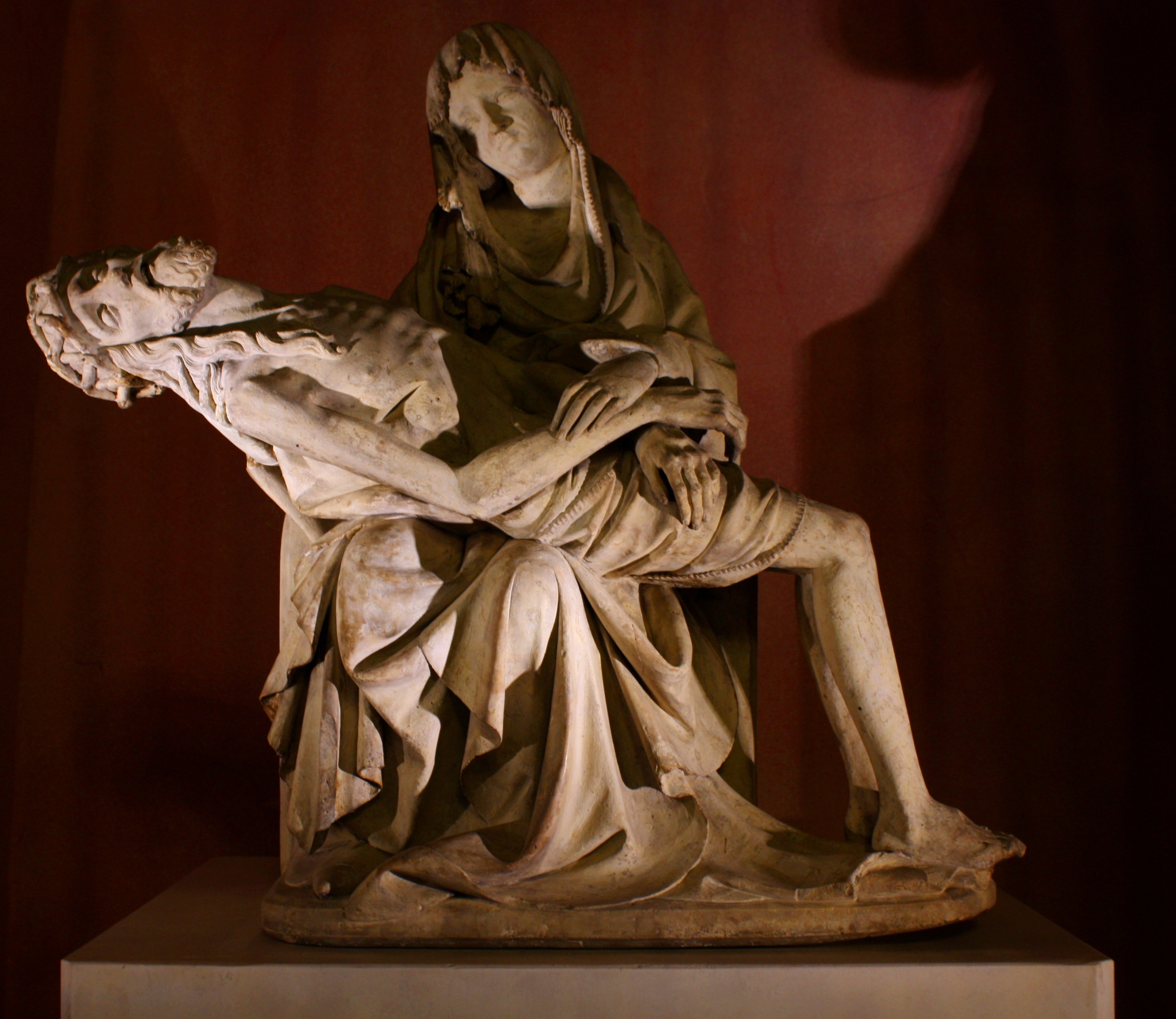
Pietà w kościele Świętej Barbary, na Starym Mieście w Krakowie, około 1390 r.

Mistrz Pięknej Madonny Toruńskiej (cz. Mistr Toruňské madony, niem. Meister der Thorner Madonna) – anonimowy rzeźbiarz, działający w okresie gotyku, w ostatniej dekadzie XIV stulecia, najprawdopodobniej w Toruniu. 
Jego najważniejszym dziełem jest kamienny wizerunek Matki Boskiej z Dzieciątkiem określany mianem Pięknej Madonny Toruńskiej, wykonana dla toruńskiej fary Świętych Janów (część badaczy przypuszcza że pierwotnie znajdowała się w pobliskim kościele Franciszkanów) a w 1945 roku skradziona przez hitlerowców i odtąd ślad po niej zaginął. W 1957 roku zastąpiona wierną kopią dłuta Wojciecha Marciniaka.  
Będąca chef d'oeuvre nieznanego mistrza Piękna Madonna z Torunia charakteryzuje się urodą, szlachetnością, młodymi rysami twarzy, odziana jest w dworską suknię o płynnych układach fałd, jest uważany za jedno z kluczowych dzieł, które reprezentują typ ikonograficzny zwany Piękną Madonną Podobne cechy (m.in. łagodny uśmiech, esoidalne wygięcie ciała, płynne estetyzujące układy fałd) upowszechniły się w późniejszych gotyckich figurach Madonny z Dzieciątkiem. Drugim ważnym artystą który wywarł wpływ na styl piękny był anonimowy Mistrz Pięknej Madonny z Czeskiego Krumlowa, znany z Pięknej Madonny obecnie prezentowanej w wiedeńskim Kunsthistorisches Museum. Niekiedy obie Piękne Madonny: Toruńską i z Czeskiego Krumlowa oraz inne czołowe dzieła tego typu (m.in. Piękna Madonna z Wrocławia) łączono z jednym mistrzem, w historiografii artystycznej pojawiła się stąd tzw. teoria Clasena uważająca że główne dzieła rzeźby stylu pięknego wyszły spod dłuta jednego indywidualisty wędrującego po Europie Środkowej artysty - Mistrza Pięknych Madonn. W dalszych badaniach nad rzeźbą około 1400 teza ta, ze względu na liczne różnice w detalach została zdyskredytowana. Niemniej styl autora Madonny Toruńskiej i innych anonimowych twórców Pięknych Madonn ma ścisły związek z ukształtowaniem się w Europie Środkowej stylu pięknego, którego źródła badacze dopatrują się najczęściej w sztuce czeskiej, gdzie wcześniej, za panowania cesarza Karola IV Luksemburskiego ukształtował się heterogeniczny styl w sztukach plastycznych będący jedną z podstaw dla gotyku międzynarodowego. Cesarz ten upodobał sobie sztukę północnej Italii oraz Francji, ponadto na jego dworze działali Parlerowie i nie obca była ówczesnej sztuce dawna miejscowa plastyka z dziełami Mistrza Madonny z Michle na czele.  
Oprócz głównego dzieła, Mistrzowi Pięknej Madonny Toruńskiej przypisywane jest kilka innych dzieł o zróżnicowanej tematyce, przede wszystkim figura modlącego się Chrystusa, znajdującego się obecnie w Muzeum Zamkowym w malborskim zamku, niegdyś tworzyła wystrój pobliskiego kościoła Świętego Jana Chrzciciela, przy czym w najnowszych badaniach wskazuje się na Toruń jako pierwotne miejsce dzieła. Innym ważnym dziełem przypisywanym Mistrzowi Pięknej Madonny z Torunia jest Pietà w kościele Świętej Barbary, na Starym Mieście w Krakowie, jeden z przykładów tzw. Pięknych Piet drugiego najbardziej klasycznego dla sztuki około 1400 roku typu ikonograficznego. Wszystkie trzy dzieła są datowane na około 1390 rok.